# سایبا، پورتوریکو
سایبا (به انگلیسی: Ceiba) یک منطقهٔ مسکونی در ایالات متحده آمریکا است که در پورتوریکو واقع شده‌است.
 سایبا ۲۰۰٫۲۸ کیلومتر مربع مساحت و ۱۳٬۶۳۱ نفر جمعیت دارد.